# Округ Бјуро (Илиноис)
Бјуро (енгл. Bureau County) је округ у америчкој савезној држави Илиноис.

## Демографија
По попису из 2010. године број становника је 34.978, што је 525 (-1,5%) становника мање 2000. године.
| Група             | 2000.          | 2010.          |
| Белци             | 33.196 (93,5%) | 31.473 (90,0%) |
| Афроамериканци    | 116 (0,3%)     | 212 (0,6%)     |
| Азијати           | 182 (0,5%)     | 228 (0,7%)     |
| Хиспаноамериканци | 1.732 (4,9%)   | 2.695 (7,7%)   |
| Укупно            | 35.503         | 34.978         |